# Max Pécas
Max Pécas (25 de abril de 1925 – 10 de febrero de 2003) fue un director, guionista y productor cinematográfico de nacionalidad francesa.

## Biografía

### Carrera
Inicios
Nacido en Lyon, Francia, Max Pécas fue director de teatro antes de dar sus primeros pasos en el cine como ayudante de dirección. Admirador de Alfred Hitchcock, comenzó su carrera de director realizando películas policíacas de pequeño presupuesto, a menudo teñidas de sensualidad. Su primer largometraje, Le Cercle vicieux, era una adaptación de la novela la Mort dans l'âme, de Frédéric Valmain. En los años 1960 rodó una decena de filmes de género « polar sexy » con intérpretes como Sophie Hardy, Pierre Brice o Jean Topart. Él lanzó la carrera de la actriz alemana Elke Sommer dándole el papel principal en De quoi tu te mêles Daniela ? y  Douce Violence.
A partir de 1963, Max Pécas fue cineasta independiente y fundó una productora propia, Les Films du Griffon, escribiendo él la mayor parte de sus guiones. El escritor y crítico Jean-Patrick Manchette debutó con Pécas como ayudante y guionista colaborando, entre otras cintas, en La Peur et l'Amour. El director reconoció más adelante que jugaba con la censura, y que buscaba la prohibición de sus películas a los menores, a fin de conseguir un público deseoso de « barrios bajos ».
Erotismo
A partir de 1968, Pécas se especializó en los filmes eróticos soft, con títulos como Claude et Greta, Je suis une nymphomane, Je suis frigide... pourquoi ? (un fracaso comercial), Club privé o Sexuellement vôtre. Entre los actores con los que trabajó en estas películas figuran Sandra Julien, Marie-Georges Pascal y Valérie Boisgel. Junto a José Bénazéraf, se impuso como uno de los maestros del género, con capacidad para exportar sus películas. Radley Metzger aseguró la distribución de las mismas en los Estados Unidos. Pasadas del género polar de serie B al erotismo soft, las trayectorias de Pécas y Bénazéraf se separaron con la liberalización de la censura llevada a cabo por Valéry Giscard d'Estaing.
En 1975, el cine pornográfico llegó a las pantallas francesas, y los distribuidores le obligaron a rodar una versión hardcore de su film Les Mille et une perversions de Félicia, cuya producción estaba muy avanzada. La película, protagonizada por Béatrice Harnois, se estrenó en dos versiones, al igual que ocurrió con Luxure (con Karine Gambier) al año siguiente. De esta manera, contra sus deseos y a fin de salvar su compañía productora, Max Pécas hubo de pasar un breve período en el cine pornográfico.
Max Pécas trabajaba en su producciones con los mismos colaboradores. Derry Hall escribía la música de sus cintas, Robert Lefebvre y Roger Fellous se encargaban de la fotografía, y su hijo Michel Pécas del montaje.
Comedia
Finalmente, Pécas se dedicó a rodar comedias para adolescentes, que obtuvieron un gran éxito. Mezclando el erotismo más o menos burdo y el vodevil, estas comedias a menudo fueron consideradas como nanar (término francés para cintas de mala calidad). En los años 1980, Pécas supo aprovechar para sus producciones el apoyo financiero de Canal+.
Olivia Dutron, Sylvain Chamarande, Daniel Derval, Michel Vocoret o Gérard Croce (que también trabajaba en labores de producción), fueron las figuras recurrentes de este tercer período de Max Pécas. También rodó con Philippe Caroit, Xavier Deluc, Ticky Holgado, Luq Hamet, Caroline Tresca y Victoria Abril. Reuniendo a Jean Lefebvre, Bernadette Lafont y Georges Beller, el reparto de On n'est pas sorti de l'auberge parece prestigioso si se compara con el de otras comedias del director. En esa época, Pécas escribía los guiones en colaboración con Claude Mulot y Didier Philippe-Gérard.
Convertido en un cineasta taquillero, Max Pécas obtuvo un fracaso al ensayar una renovación del género policíaco en Brigade des mœurs, film en el cual los excesos no gustaron a los espectadores. Las dos últimas entregas de su trilogía de Saint-Tropez no le permitieron volver a obtener el favor del público, y su compañía productora cerró.

### Vida privada
Su hijo Michel trabajó con él como montador o ayudante de dirección de muchos de sus filmes . Una hija de Pécas, Corinne, se casó con el influyente editor Jean-Paul Enthoven en 1981.
Además del cine, las otras pasiones de Max Pécas fueron jugar a la petanca y al tenis.
Max Pécas falleció a causa de un cáncer de pulmón en 2003 en París.

## Recepción de la crítica
Las películas de Max Pécas son a veces consideradas como ejemplos de nanars: presupuestos raquíticos, gags a menudo burdos y repetitivos, actores conocidos (Jean Lefebvre, Katia Tchenko), chicas desnudas... 
Aunque los guiones fueron lo más criticado, se le reconoció su competencia técnica y su capacidad para rodearse de profesionales de calidad como Robert Lefebvre, Roger Fellous, Jean-Claude Couty o Patrick Aubrée.
Se han producido dos documentales en homenaje a Pécas:
- I Am a Nymphomaniac : The Films of Max Pecas, un episodio de la serie Eurotika!, emitido en 1999 en Channel 4.
- Michel Guillerm le dedicó el documental Max Pécas, le roi du navet, emitido el 7 de junio de 2011 en Paris Première.

## Filmografía

### Director
Ayudante de dirección
- 1948 : Sergil et le dictateur, de Jacques Daroy
- 1949 : Le Droit de l'enfant de Jacques Daroy
- 1949 : La Passagère, de Jacques Daroy
- 1950 : La Maison du printemps, de Jacques Daroy
- 1951 : Porte d'Orient, de Jacques Daroy
- 1956 : Trois de la Canebière, de Maurice de Canonge
- 1957 : Trois de la marine, de Maurice de Canonge
- 1957 : La Fille de feu, de Alfred Rode

Director
- 1960 : Le Cercle vicieux
- 1961 : De quoi tu te mêles Daniela ?
- 1961 : La Belle et le champion
- 1962 : Douce Violence
- 1962 : Une femme aux abois (+ guionista)
- 1963 : Cinq filles en furie (+ guionista)
- 1964 : La Baie du désir (+ guionista)
- 1965 : Espions à l'affût  (+ guionista)
- 1966 : La Peur et l'Amour (+ guionista)
- 1968 : La Violence et l'amour (+ guionista)
- 1968 : La Nuit la plus chaude (+ guionista)
- 1970 : La Main noire, guion de Jean-Pierre Bastid
- 1970 : Claude et Greta (+ guionista)
- 1971 : Je suis une nymphomane (+ guionista)
- 1973 : Je suis frigide... pourquoi ? (+ guionista)
- 1974 : Club privé pour couples avertis (+ guionista)
- 1974 : Sexuellement vôtre (+ guionista)
- 1975 : Rêves pornos (+ guionista)
- 1975 : Les Mille et une perversions de Felicia (+ guionista)
- 1976 : Luxure (+ guionista)
- 1977 : Marche pas sur mes lacets (+ guionista)
- 1978 : Embraye bidasse, ça fume (+ guionista)
- 1979 : On est venu là pour s'éclater (+ guionista)
- 1980 : Mieux vaut être riche et bien portant que fauché et mal foutu (+ guionista)
- 1981 : Belles, blondes et bronzées (+ guionista)
- 1982 : On n'est pas sorti de l'auberge
- 1983 : Les Branchés à Saint-Tropez (+ guionista)
- 1985 : Brigade des mœurs (+ guionista)
- 1986 : Deux enfoirés à Saint-Tropez (+ guionista)
- 1987 : On se calme et on boit frais à Saint-Tropez (+ guionista)

### Productor conLes Films du Griffon
- 1962 : Une femme aux abois (coproducción con Robert Paturel)
- 1963 : Cinq filles en furie (coproducción con André Cotton)
- 1964 : La Baie du désir (coproducción con André Cotton y Robert Paturel)
- 1965 : Espions à l'affût (coproducción con Robert Paturel)
- 1966 : Jerry Cotton contre les gangs de Manhattan, de Harald Philipp
- 1966 : La Peur et l'Amour (coproducción con Robert Paturel)
- 1968 : Poker d'as pour Django, de Roberto Bianchi-Montero
- 1968 : La Violence et l'amour (coproducción con Robert Paturel)
- 1968 : La Nuit la plus chaude (coproducción con Robert de Nesle)
- 1969 : Sept Hommes pour Tobrouk, de Mino Loy
- 1969 : La Main noire (coproducción con Robert de Nesle)
- 1970 : Claude et Greta
- 1971 : Je suis une nymphomane
- 1973 : Je suis frigide... pourquoi ?
- 1974 : Club privé pour couples avertis
- 1974 : Sexuellement vôtre
- 1975 : Rêves pornos
- 1975 : L'Esclave, de Radley Metzger
- 1975 : Les Mille et une perversions de Felicia
- 1976 : Luxure
- 1977 : Marche pas sur mes lacets (coproducción con Jacques Leitienne, René-Marie Bobichon y Gabriel Rossini)
- 1978 : Embraye bidasse, ça fume (coproducción con Jacques Leitienne y René-Marie Bobichon)
- 1979 : On est venu là pour s'éclater (coproducción con Jacques Leitienne y René-Marie Bobichon)
- 1980 : Mieux vaut être riche et bien portant que fauché et mal foutu (coproduction con Tarak Ben Ammar)
- 1981 : Belles, blondes et bronzées
- 1982 : On n'est pas sorti de l'auberge (coproducción con Jacques Leitienne y René-Marie Bobichon)
- 1983 : Les Branchés à Saint-Tropez (coproducción con Jacques Leitienne)
- 1983 : 2019 après la chute de New York, de Sergio Martino
- 1984 : El devorador del océano, de Lamberto Bava
- 1985 : Brigade des mœurs (coproducción con Jacques Leitienne y René-Marie Bobichon)
- 1986 : Deux enfoirés à Saint-Tropez (coproducción con Jacques Leitienne, René-Marie Bobichon, Gabriel Rossini y Alice Moffa)
- 1987 : On se calme et on boit frais à Saint-Tropez (coproducción con Jacques Leitienne, René-Marie Bobichon y Gabriel Rossini)

### Actor
- 1974 : Club privé pour couples avertis
- 1982 : On n'est pas sorti de l'auberge
- 1983 : Les Branchés à Saint-Tropez
- 1999 : I Am a Nymphomaniac: The Films of Max Pecas, episodio de la serie documental Eurotika!, de Andy Stark y Pete Tombs
- 2007 : Mon curé chez les bidasses, documental de Nicolas Castro y Laurent Preyale
- 2011 : Max Pécas, le roi du navet, documental de Michel Guillerm